# Озёрный, Марк Евстафьевич
Марк Евста́фьевич Озёрный (1890—1957) — колхозник-стахановец, установивший в 1949 году мировой рекорд по урожайности кукурузы — 223,8 ц/га. С «опыта Озёрного» началось движение по широкому внедрению кукурузы в советское сельское хозяйство. Герой Социалистического Труда (1947).

## Биография
Родился 22 мая (3 июня) 1890 года в селе Мишурин Рог (ныне Верхнеднепровский район, Днепропетровская область, Украина). Там же провёл всю свою жизнь.
Опыты по повышению урожайности проводились в Днепропетровской области с 1925 года в лаборатории по селекции кукурузы под руководством Б. П. Соколова. Первые гибриды, «Первенец» и «Успех», Борис Соколов создал в 1932 году. К середине тридцатых годов технология была внедрена в некоторых хозяйствах, одним из которых стал и колхоз «Червоний партизан» («Красный партизан»), в который вступил в 1933 году Марк Евстафьевич Озёрный.
Звено Озёрного научилось получать высокие урожаи зерна кукурузы в початках: 108,3 ц/га в 1937, 120 ц/га в 1939 и 1940. При помощи межсортовой гибридизации, Озёрный вывел сорт кукурузы «Партизанка» (название дано в честь родного колхоза) и добился дальнейшего роста урожайности: 136 ц/га в 1946 (засушливом) году, 150 ц/га в 1947, и, наконец, 223,8 ц/га (на площади 2 га) и по 175 ц/га (на площади 8 га) в 1949 году. Последний показатель во всех источниках того времени признавался мировым рекордом урожайности.
Рекорд прославил колхозника на всю страну, бывший звеньевой сделался известной личностью. В дальнейшем М. Е. Озёрный избирался депутатом ВС УССР 2—4 созывов. Член ВКП(б) с 1940 года.
Умер 27 декабря 1957 года. Похоронен в родном селе.

## Награды
- Герой Социалистического Труда (1947);
- Сталинская премия третьей степени (1946) — за внедрение передовых приёмов агротехники, обеспечивших получение в течение ряда лет высоких урожаев кукурузы — свыше 100 центнеров с гектара;
- два ордена Ленина;
- Большая серебряная медалью ВСХВ;
- медали.